# Hàikides
Els hàikides o Haikazuní (en armeni Հայկազունիներ, Haikazuniner) van ser una família de nakharark (nobles) d'Armènia amb el seu feu hereditari situat al districte de Harq o Arq, al Tauruberan. Aquesta família proclamava la seva descendència directa de Haik, el llegendari fundador d'Armènia, segons diu Moisès de Khorèn, que explica la història del fundador de la dinastia.